# Чемпіонат Галичини з футболу 1913
Чемпіонат Галичини з футболу 1913 — футбольний турнір за участю команд Східної та Західної Галичини, проведений 1913 року. Чемпіонат пройшов під егідою СПФ — Союзу польського футболу (пол. Związek Polski Piłki Nożnej), заснованого у Львові в 1911 році. Змагання проводились серед команд I класу. Переможець — «Краковія» (Краків).

## I КЛАС
Офіційна назва «1-й чемпіонат Галичини з футболу I класу» (пол. «1. Mistrzostw Galicji w piłce nożnej klasy I»). В турнірі мали взяти участь чотири найкращі команди, але «Чарні» Львів в чемпіонаті участі не брали, так-як Австрійський футбольний союз дискваліфікував їх за участь в матчі з празькою «Спартою», яка на той час не була членом АФС.
Турнір розпочався 8 травня матчем між краківськими клубами «Краковія» та «Вісла». Завершились змагання 9 листопада 1913 року. Перемогла в турнірі з трьома виграшами та однією поразкою краківська «Вісла», і як чемпіон, отримала перехідний срібний кубок, представлений газетою «Ілюстрований Кур'єр Щоденний» (пол. "Ilustrowany Kurier Codzienny"), для переможця Чемпіонату Галичини. Однак пізніше, більше ніж через місяць після цього(15 грудня 1913 року), результат виграного «Віслою» матчу з «Краковією» було анульовано, «Віслі» зараховано технічну поразку 0:5. Причиною стало те, що за «Віслу» нібито виступали підставні гравці: якийсь Пек із Праги, відомий клубний «хамелеон», був представлений як Копржіва, Шпіндлер із празької «Спарти» — як Бенд, а Сікл із тої самої «Спарти», як Полячек. Внаслідок чого «Віслу» позбавлено титулу Чемпіона Галичини, а «Краковія» оголошена переможцем змагань.
Львівська «Поґонь» не здобувши жодної перемоги, зайняла останнє, — третє місце.
Турнірна таблиця
| М  | Команда/Місто     | 1    | 2   | 3   | І | В | Н | П | М'ячі | О |
| -- | ----------------- | ---- | --- | --- | - | - | - | - | ----- | - |
|    | «Краковія» Краків |      | 2:1 | 2:2 | 4 | 2 | 2 | 0 | 10:4  | 6 |
| 2. | «Вісла» Краків*   | 0:51 |     | 2:1 | 4 | 2 | 0 | 2 | 5:8   | 4 |
| 3. | «Поґонь» Львів    | 1:1  | 0:2 |     | 4 | 0 | 2 | 2 | 4:7   | 2 |

1 — результат матчу «Вісла» — «Краковія» 1:0 анульовано, оскільки за «Віслу» виступали незареєстровані гравці.
* — через відсутність власного стадіону краківська «Вісла» всі матчі змушена була проводила на виїзді.

## II КЛАС
Першість серед команд II класу 1913 року не проводилась. Деякі джерела помилково зараховують до першості Галичини серед команд II класу турнір за «Приз любителя спорту Марціна Якубовського» в якому брали участь клуби II класу, але цей турнір не має ніякого відношення до Чемпіонату Галичини організованого СПФ.

### Турнір за «Приз любителя спорту Марціна Якубовського»
Львівська «Поґонь» організувала та провела турнір за «приз любителя спорту Марціна Якубовського». Матчі проходили з 29 вересня по 2 листопада 1913 року. Перемогли дублери «Поґоні».
| М  | Команда/Місто     | 1 | 2   | 3   | 4   | 5   | І | В | Н | П | М'ячі | СМ   | О |
| -- | ----------------- | - | --- | --- | --- | --- | - | - | - | - | ----- | ---- | - |
| 1. | «Поґонь II» Львів |   | 2:0 | 0:0 | 5:0 | 6:1 | 4 | 3 | 1 | 0 | 13:1  | 13   | 7 |
| 2. | «Спарта» Львів    |   |     | 2:1 | 5:4 | 5:0 | 4 | 3 | 0 | 1 | 12:7  | 1,7  | 6 |
| 3. | «Чарні II» Львів  |   |     |     | 3:0 | 2:0 | 4 | 2 | 1 | 1 | 6:2   | 3    | 5 |
| 4. | «Україна» Львів   |   |     |     |     | 5:0 | 4 | 1 | 0 | 3 | 9:13  | 0,7  | 2 |
| 5. | «Аматожи» Львів   |   |     |     |     |     | 4 | 0 | 0 | 4 | 1:18  | 0,05 | 0 |

Подібний турнір був організований в Кракові «Краковією». Матчі відбувалися з 8 вересня по 26 жовтня 1913 року. Перше місце зайняла «Спарта» Краків, а не «Краковія II», бо в ті часи враховувалось не різниця м'ячів, а співвідношення забитих та пропущених м'ячів, —— у «Спарти» 5,5, а у «Краковії II» 4,33.
| М  | Команда/Місто    | 1 | 2   | 3   | 4   | 5   | І | В | Н | П | М'ячі | СМ  | О |
| -- | ---------------- | - | --- | --- | --- | --- | - | - | - | - | ----- | --- | - |
| 1. | «Спарта» Краків  |   | 1-1 | 0-0 | 3-1 | 7-0 | 4 | 2 | 2 | 0 | 11:2  | 5,5 | 6 |
| 2. | «Краковія II»    |   |     | 0-0 | 8-2 | 4-0 | 4 | 2 | 2 | 0 | 13:3  | 4,3 | 6 |
| 3. | «Полонія» Краків |   |     |     | 5-1 | 1-1 | 4 | 1 | 3 | 0 | 6:2   | 3   | 5 |
| 4. | «Маккабі» Краків |   |     |     |     | 3-2 | 4 | 1 | 0 | 3 | 7:18  | 0,9 | 2 |
| 5. | «Ютшенка» Краків |   |     |     |     |     | 4 | 0 | 1 | 3 | 3:15  | 0,2 | 1 |